# Nomi delle lettere dell'alfabeto latino
I nomi delle lettere dell'alfabeto latino variano da lingua a lingua, ma hanno in comune il fatto di contenere, nella maggior parte dei casi, la lettera stessa o il fonema che essa rappresenta principalmente nella lingua stessa.
| lettera | Italiano                                      | Latino                    | Inglese                      | Francese             | Tedesco            | Spagnolo              |
| ------- | --------------------------------------------- | ------------------------- | ---------------------------- | -------------------- | ------------------ | --------------------- |
| A       | a* /a*/                                       | a /a/                     | a /eɪ/                       | a /a/                | a /aː/             | a /a/                 |
| B       | bi* /bi*/                                     | be /be/                   | bee /biː/                    | bé /be/              | be /beː/           | be /be/               |
| C       | ci* /t͡ʃi*/                                    | ce /ke/                   | cee /siː/                    | cé /se/              | ce /t͡seː/          | ce /θe/               |
| D       | di* /di*/                                     | de /de/                   | dee /diː/                    | dé /de/              | de /deː/           | de /de/               |
| E       | e* /e*/                                       | e /e/                     | e /iː/                       | e /ə/                | e /eː/             | e /e/                 |
| F       | effe /ˈεffe/                                  | ef /eːf/                  | ef /ɛf/                      | èf /ɛf/              | eff /ɛf/           | efe /ˈefe/            |
| G       | gi* /d͡ʒi*/                                    | ge /ɡeː/                  | gee /d͡ʒiː/                   | gé /ʒe/              | ge /ɡeː/           | ge /xe/               |
| H       | acca /ˈakka/                                  | ha /haː/, haha /haha/     | aitch /eɪt͡ʃ/                 | ach /aʃ/             | ha /haː/           | hache /ˈat͡ʃe/         |
| I       | i* /i*/                                       | i /i/                     | i /aɪ/                       | i /i/                | i /iː/             | i /i/                 |
| J       | i lunga /ilˈlunɡa/                            | -                         | jay /d͡ʒeɪ/                   | ji /ʒi/              | iot /jɔt/          | jota /ˈxota/          |
| K       | cappa /ˈkappa/                                | ka /kaː/                  | kay /keɪ/                    | ka /ka/              | ka /kaː/           | ka /ka/               |
| L       | elle /ˈεlle/                                  | el /el/                   | el /ɛl/                      | èl /ɛl/              | ell /ɛl/           | ele /ˈele/            |
| M       | emme /ˈεmme/                                  | em /em/                   | em /ɛm/                      | èm' /ɛm/             | emm /ɛm/           | eme /ˈeme/            |
| N       | enne /ˈεnne/                                  | en /en/                   | en /ɛn/                      | èn' /ɛn/             | enn /ɛn/           | ene /ˈene/            |
| O       | o* /ɔ*/                                       | o /o/                     | o /oʊ/                       | o /o/                | o /oː/             | o /o/                 |
| P       | pi* /pi*/                                     | pe /pe/                   | pee /piː/                    | pé /pe/              | pe /peː/           | pe /pe/               |
| Q       | cu* /ku*/                                     | qu /ku/                   | cue /kju/                    | cu /ky/              | qu /kuː/           | cu /ku/               |
| R       | erre /ˈεrre/                                  | er /er/                   | ar /aɹ/                      | èr' /ɛːʁ/            | er /ɛr/            | erre /ˈerre/          |
| S       | esse /ˈεsse/                                  | es /es/                   | es /ɛs/                      | ess /ɛs/             | es /ʔɛs/           | ese /ˈese/            |
| T       | ti* /ti*/                                     | te /te/                   | tee /tiː/                    | té /te/              | te /teː/           | te /te/               |
| U       | u* /u*/                                       | V, Ve /wuː, u/ /we:/      | u /juː/                      | u /y/                | u /u/              | u /u/                 |
| V       | vu* (vi*) /vu*, vi*/                          | V, Ve /wuː, u/ /we:/      | vee /viː/                    | vé /ve/              | vau /faw/          | uve /ˈuβe/            |
| W       | doppia vu /ˈdoppja ˈvu*/                      | -                         | double-u /ˈdʌbəljuː/         | double vé /dublə ve/ | we /veː/           | uve doble /uβeˈdoβle/ |
| X       | ics /iks/                                     | ix (ex) /ɪ̯ks, eks/        | ex /ɛks/                     | iks /iks/            | ix /ɪks/           | equis /ˈekis/         |
| Y       | i greca /iɡˈɡrεːka/ (ipsilon) (/ˈipsilon, i/) | y græca /y ɡrɑ̯ɛ̯kaː/ y /y/ | wye /waɪ/                    | i grec /i ɡʁɛk/      | ypsilon /ˈʏpsilɔn/ | i griega /iˈɣrjeɣa/   |
| Z       | zeta /ˈd͡zεːta/                                | ze /ze/ zeta /d͡zeːta/     | UK: zed /zɛd/ USA: zee /ziː/ | zèd /zɛd/            | zett /t͡sɛt/        | zeta /ˈθeta/          |

* Nomi delle lettere che in italiano richiedono raddoppiamento fonosintattico

## In italiano
In italiano i nomi delle lettere non hanno un genere preciso, ma viene assegnato di volta in volta a seconda della parola che viene sottintesa davanti, che può essere "lettera" (e quindi di genere femminile), come avviene nella maggior parte dei casi, oppure un sostantivo maschile, come "suono" o "segno", ma quest'occorrenza è piuttosto rara e comunque da non considerarsi errata.
Le uniche lettere che vengono, invece, sempre considerare di genere femminile sono Z e H, probabilmente per la a finale  (zet-a, acc-a), che tende a farle considerare istintivamente femminili come la maggior parte delle parole italiane terminanti per a; tuttavia tale costanza non si registra per la lettera K che, in alcuni contesti, viene considerata di genere maschile, forse perché, essendo sentita come un grafema "straniero", viene caricata di un connotato simbolico, che porta più a considerarla come "il simbolismo K" (maschile), che non come "la lettera K" (femminile).

Per quanto riguarda il plurale, qualsiasi genere venga attribuito alle lettere, il loro nome resta comunque invariato.
Circa l'origine dei nomi attuali è incontestabile che essi vengano dai corrispettivi latini:
- I nomi delle lettere vocaliche sono rimasti immutati e corrispondono, come allora, alla lettera stessa e la pronuncia esprime il medesimo valore fonologico che la lettera ha nella lingua parlata

Considerando, invece, solo le consonanti dell'alfabeto italiano, sono rintracciabili due percorsi evolutivi:
- I nomi delle lettere F, L, M, N, R, S, derivano dal nome latino formato dalla lettera stessa posposta alla vocale e, e si sono poi trasformate nell'attuale palindromo.
- I nomi delle lettere B, C, D, G, P, T, derivano invece dal calco latino formato sempre dalla lettera stessa anteposta alla vocale "-e", che si è col tempo trasformata nell'attuale "-i"

Delle restanti lettere italiane alcune presentano più nomi ammissibili, anche poco in uso:
- Il nome della Q può essere scritto, oltre che come cu, anche come qu[3], mantenendo inalterata la pronuncia; in merito v'è da rivelare che il nome della lettera potrebbe non seguire alcuno degli schemi precedenti, poiché in latino veniva utilizzata come variante della lettere C per indicare il medesimo fonema, /k/, esclusivamente davanti al suono /w/, non è strano dunque che abbia potuto assumere il relativo nome proprio da questo uso consolidato.
- La lettera V oltre a vu ammette come variante anche vi (anticamente anch'esso declinato in ve); questa seconda forma è maggiormente diffusa nelle parlate meridionali e settentrionali, e la prima in quelli dell'Italia centrale, proprio perché di origine toscana[4]; anche in questo caso l'origine del nome è attribuibile alle origini grafiche della lettera: la V infatti veniva in latino utilizzata sia per indicare il suono consonantico /v/ che quello vocalico /u/, poi indicato con la lettera U.

Tutti i nomi monosillabici (a, bi, ci, di, e, gi, i, o, pi, cu, ti, u, vu o vi) sono dei monosillabi forti e richiedono quindi il raddoppiamento fonosintattico della lettera che segue, nella pronuncia standard, quando vengono pronunciati sia singolarmente che in mezzo a una sigla. La cogeminazione dovrebbe trovare, di norma, anche corrispondenza grafica nella presenza delle doppie nelle parole derivate da sigle, com'è senz'altro evidente in parole di non recente formazione come tivvù o abbiccì, ma è sempre meno frequente nei neologismi di nuova formazione; tuttavia i dizionari più rigorosi segnalano debitamente la preferibilità ortografica delle forme con le doppie, come pidduista o piddiessino, rispetto ai più diffusi e comuni piduista e pidiessino.
Quanto alla presenza dell'accento, anche se tali monosillabi sono fonologicamente accentati, il segnaccento non va mai indicato, come in tutti i monosillabi di una sola lettera vocalica che non presentano frequenti possibilità di fraintendimento; l'accento va comunque sempre segnalato quando, invece, tali monosillabi intervengono nella formazione di parole composte con accento sull'ultima sillaba.